# Мілітаризація караїмської історії
Мілітаризація караїмської історії — уявлення караїмського населення Східної Європи в ролі тюркського народу воїнів. Займає значне місце в національній ідентичності сучасних караїмів, що відображено в національній символіці, що включає сенек («дворогий спис») і калкан (щит).

## Історія
1857 року польський поет-романтик В. Сирокомля вперше згадав караїмських воїнів у краєзнавчих нарисах «Подорожі Литвою». У 1911 році з'являється перша публікація на цю тему в караїмських джерелах — російськомовне «Караїмське життя» у статті «Лист з Галичини» оповідає про сотню караїмських сімей, переданих кримськими татарами принцу Данилові Галицькому для служби в його військовому флоті. Формування традиції було активно продовжено у міжвоєнній Польщі та Литві. Значну роль у поширенні цієї традиції в СРСР зіграв С. Шапшал, який обіймав у післявоєнні роки посаду наукового співробітника Інституту історії Литовської Академії Наук.

## Основні міфологеми

### Караїмськийпереяславський полковникВійська ЗапорізькогоІлляш Караїмович

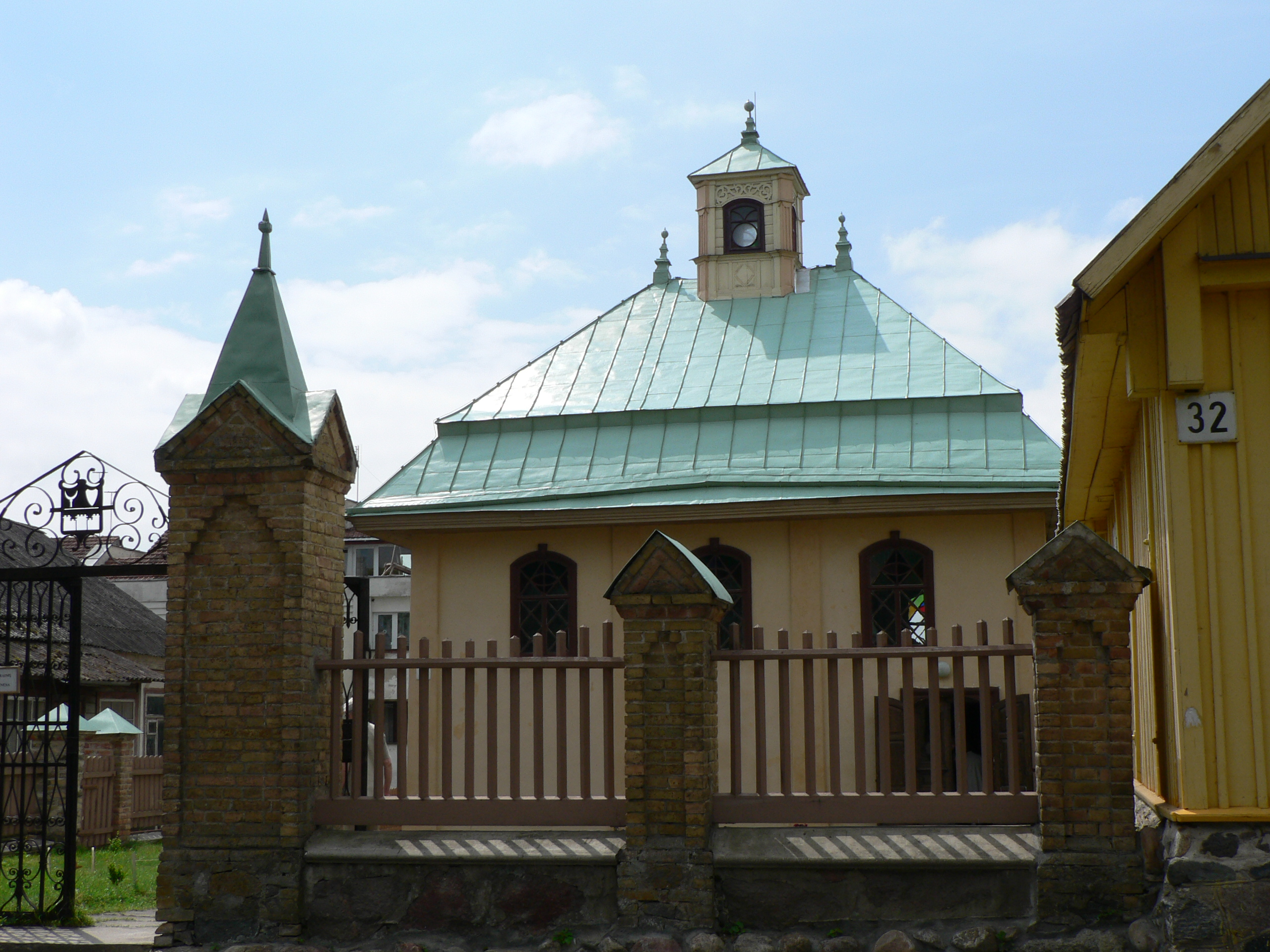
Сенек і калкан на воротах Тракайської кенаси

Знаки на мармуровій плиті над брамою східної вежі Біюк-капу міста-фортеці Чуфут-Кале («серце і вила») позначають дворогий спис і щит (сенек і калкан) і є стародавніми караїмськими символами. Вони поміщені на офіційну караїмську печатку, ворота кенаси у Тракаї та шпиль кенаси у Вільнюсі. Традиція введена останнім гахамом Сергієм Марковичем Шапшалом (1873—1961) у рамках його доктрини деіудаїзації караїмізму.
На думку ряду кримських істориків, ці знаки є не караїмськими, а кримськотатарськими.

### Національна символіка

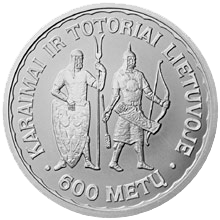
Ювілейна монета 50 литів на честь 600-річчя поселення татар та караїмів у Литві

Загальновизнаним фактом є служба прибульців із Золотої Орди у збройних силах Великого князівства Литовського. Протягом століть військова служба була основним заняттям польсько-литовських татар. Перші татари прийшли до Великого князівства Литовського із Золотої Орди разом із ханом Тохтамишем, який втік до Литви. Татари становили значну частину кінних військ Великого князівства Литовського (див. Грюнвальдська битва). Відсутність мусульманських жінок змусила змішані шлюби, які сприяли швидкій мовній та релігійній асиміляції.
З іншого боку, немає жодних історичних документів про військову службу інших тюркомовних прибульців — караїмів. Більше того, згідно з історичними документами, ще з часів князя Вітовта караїми були звільнені від військового обов'язку. Караїми, займаючись лихварством, орендою, дрібним ремеслом, торгівлею і дотримуючись традицій батьків, на відміну від татар, зберегли свою мову і звичаї.
У 1857 році польський поет-романтик В. Сирокомля у краєзнавчих нарисах «Подорожі Литвою» (1857) вперше згадує караїмських воїнів, мальовничо описуючи караїмських лицарів, що билися на боці татар проти Вітовта, полонених і привезених до Литви, щоб охороняти Тракайський замок, посилаючись при цьому на відомого караїмського борця за рівноправність караїмів А. Фірковича.
Фіркович, який намагався переконати російську владу, що звільнення від військової повинності, дане литовськими князями караїмам, випливало з релігійної заборони носити зброю, стверджував згодом (1861 рік) у відповідь на критику єврейських і польських істориків, що Сирокомля його не зрозумів.
У 1930-ті роки віленський хімік і аматор історії караїмського походження Симон Шишман у ряді публікацій стверджував, що не татари, а караїми були поселені у фортецях вздовж кордонів Литви для захисту литовського кордону від німців, і їм було довірено і захист в'їзду на міст, що вів до Тракайського замку. Посилаючись на Сирокомлю, він також стверджував, що караїми складали особисту охорону Вітовта. У 1952 році, повертаючись до теми караїмських воїнів, без посилань на будь-які джерела, Шишман приписав Густаву Перінгеру твердження, що чисельність караїмів мала, тому що в них заведено йти на війну в дуже ранньому віці. На думку Шишмана, татари були пригнобленими бранцями, які насильно наверталися до християнства, на відміну від вільних привілейованих караїмських переселенців, яким дозволялося дотримуватися своїх традицій. Незважаючи на майже повну відсутність джерел, теорії Шишмана були перейняті Г. В. Вернадським, включаючи зроблену Шишманом заміну слова «єврей» на слово «караїм» у привілеях, наданих євреям у Великому князівстві Литовському, як доказ привілейованого становища караїмських воїнів.
Частиною експозиції створеного Шапшалом у Троках караїмського музею стала і східна зброя, представлена ним як караїмська.

### Великий караїмський князь Еліягу Узун
Уперше згадується в перекладах російською мовою книги Авраама Фірковича «Авне Зіккарон», виданої в 1872 році у Вільні (оригінальний текст Фірковича розповідає про багату і впливову людину рабі Еліягу, що виявив самовідданість під час невідомої історикам генуезької облоги «Скелі Юдеїв» у 1261 році). Сучасні караїмські автори на підставі цієї міфологеми стверджують, що невелике князівство з центром у Кирк-Єрі, що існувало в XIII—XIV ст. у васальній залежності від правителів Кримського юрту Золотої Орди, було караїмським.

### Караїмські воїни на службіВеликого князівства Литовського
У 1914 Шапшал вперше згадав про те, що козацький полковник Ілляш Караїмович був караїмом із Чуфут-Кале, нащадком князя Еліягу. У міжвоєнній Польщі та Литві формування традиції було продовжено караїмськими авторами. У 1955 році Шапшал, який отримав посаду наукового співробітника Інституту історії Литовської Академії Наук, публікує статтю в провідному радянському академічному журналі «Питання історії», в якій повідомляє про знайдений ним рукописний запис усередині древнього караїмського молитовника, що підтверджує караїмське походження. У 2009 році фахівець із кримської юдаїки Михайло Кізілов дослідив архіви Шапшала, проте оригінал документа виявити йому не вдалося. Натомість він виявив у чернетках Шапшала кілька версій тексту цього документа, що не підтверджується більш ранніми джерелами. У зв'язку з цим він назвав документ «досить очевидною фальшивкою».

## Розповсюдження

### СРСР
Караїмське походження Ілляша Караїмовича відзначається в книзі В. Замлинського «Богдан Хмельницький» із серії «Життя чудових людей».

### Росія
У 2009 році московський гурт «Корні озер» написав пісню «Караїмська Кров» про караїмських захисників печерних міст Криму.

### Україна,АР Крим
У пострадянському Криму вийшла низка творів караїмських авторів, що згадують стародавніх караїмських воїнів. Разом із тим багато кримських істориків ставляться як до тюркської теорії взагалі, так і до караїмської військової історії зокрема скептично. Так, на думку генерального директора Кримського краєзнавчого музею Андрія Мальгіна:
|  | Караїмська громада в Чуфут-Калі була торговельною. Її члени займалися ремеслом та торгівлею. Вони забезпечували добробут ханського двору. Здебільшого саме їх оподатковували ханські чиновники. Невипадково вони жили у столиці, тоді як основне населення Кримського ханства було кочівниками. І, звичайно, говорити про те, що караїми займалися якоюсь військовою службою і несли ті функції, які їм зараз приписують просто нереально. |

### Литва

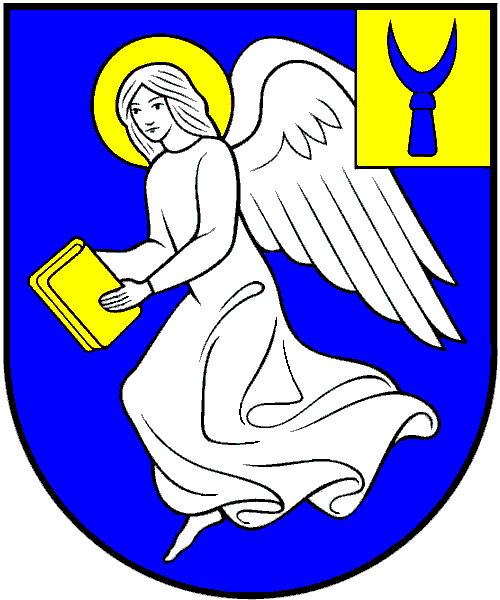
Сенек як караїмський символ на гербі литовського містечка Науяместіс (2009).

Особливо широкого поширення версія про караїмських воїнів набула в Литві. Караїмські вартові Тракайського замку нерідко згадуються гідами як причина поселення караїмів у Великому князівстві Литовському.
Починаючи з радянських часів, караїмські автори в Литві, за підтримки держави, продовжують розвивати традицію, додаючи до неї нові деталі та подробиці. Так, наприклад, останнім часом для позначення військової служби караїмською став використовуватися неологізм «javanlychta», що походить від караїмського слова Йаван — грек, глузлива назва для християнина, чужоземного солдата, погромника (дав-євр. יווני «грек», див також Ханука). Негативний сенс у значенні «солдат» був проігнорований при відродженні караїмської мови в першій половині XX століття.
Деякі литовські історики поділяють думку караїмських авторів. Наприклад, на думку Гедре Мицкунайте:
|  | Належність караїмів військової професії підтверджується топографічними даними: караїмські поселення розташовані в безпосередній близькості від стратегічно важливих фортець, формуючи щільно заселені квартали. |

Відсутність відомостей про військову професію караїмів у пізніший час пояснюється тим, що військова професія втратила свою важливість і була замінена торгівлею та науковою діяльністю (пор. з литовськими татарами).
У 1997 році в Литві була випущена сувенірна монета номіналом 50 літів на честь 600-річного ювілею поселення татар і караїмів у Литві із зображенням караїмського воїна, озброєного сенеком і калканом.
Останнім часом і в Литві з'явилися публікації, що розглядають цю традицію з критичного погляду.

### Причини

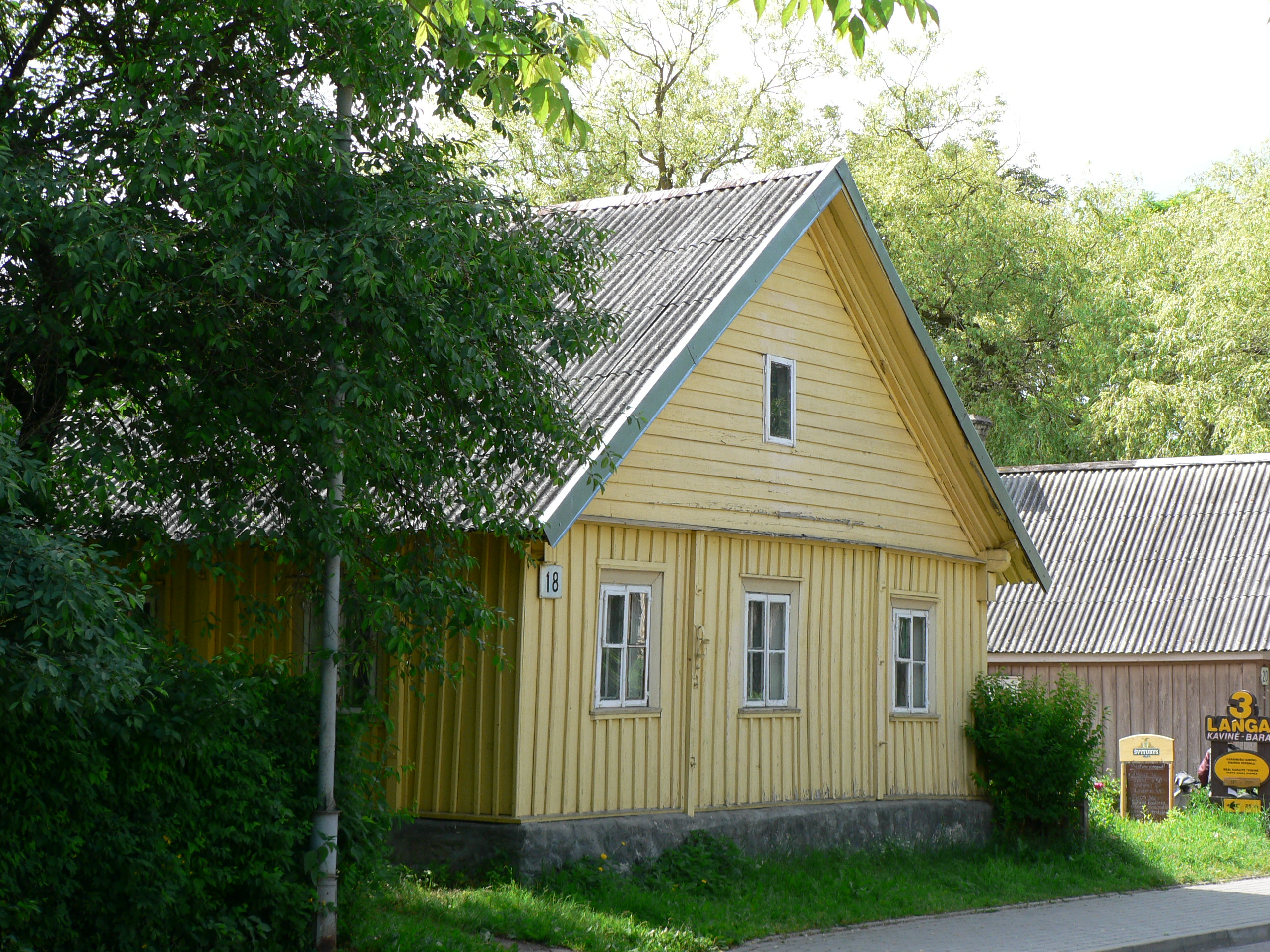
Типовий караїмський будинок у Тракаї з трьома вікнами: «одне для Бога, одне для сім'ї, одне для великого князя литовського».

На думку деяких істориків, поширенню «мілітаристської» міфологеми сприяли такі фактори:
- Авторитет С. М. Шапшала, який обіймав наукові посади у довоєнній Польщі та післявоєнній Литві;
- Поширеність хозарської теорії походження караїмів серед східноєвропейських істориків XIX-ХХ століть;
- Слабкий розвиток досліджень із караїмської тематики у Східній Європі[36];
- Майстерне підігравання караїмських авторів польському[38], литовському[39] та українському[40] націоналізму.